# Nola nigroradiata
Nola nigroradiata är en fjärilsart som beskrevs av Debauche 1942. Nola nigroradiata ingår i släktet Nola och familjen trågspinnare. Inga underarter finns listade i Catalogue of Life.